# Acacia sorophylla
Acacia sorophylla é uma espécie de leguminosa do gênero Acacia, pertencente à família Fabaceae.